# Forêt domaniale de Lanmary et alentours
Le site « forêt domaniale de Lanmary et alentours » est une zone naturelle d'intérêt écologique, faunistique et floristique (ZNIEFF) française du département de la Dordogne, en région Nouvelle-Aquitaine.

## Situation
Dans le département de la Dordogne, en Périgord central, le site « forêt domaniale de Lanmary et alentours » inclut intégralement la forêt domaniale de Lanmary et s'étend sur 1 131,01 hectares, sur le territoire de quatre communes : Antonne-et-Trigonant, Sarliac-sur-l'Isle, Sorges et Ligueux en Périgord et Trélissac,.
En termes de superficie, la quasi-totalité de cette ZNIEFF est partagée entre les communes d'Antonne-et-Trigonant (près des trois-quarts de la superficie) et Trélissac (près d’un quart) ; le reste se situe dans deux petites zones qui concernent Sarliac-sur-l'Isle (26 hectares à l'extrémité nord-est de la ZNIEFF, au sud et au sud-ouest du lieu-dit la Vigerie) et Sorges et Ligueux en Périgord (6 hectares à l'extrémité nord de la ZNIEFF, au sud du lieu-dit les Potences).
La zone s'étage entre 100 et 214 mètres d'altitude, principalement en forêt domaniale de Lanmary. Elle est limitrophe à son extrémité nord-est d'une autre ZNIEFF : « causse de Savignac ».

Forêt de Lanmary
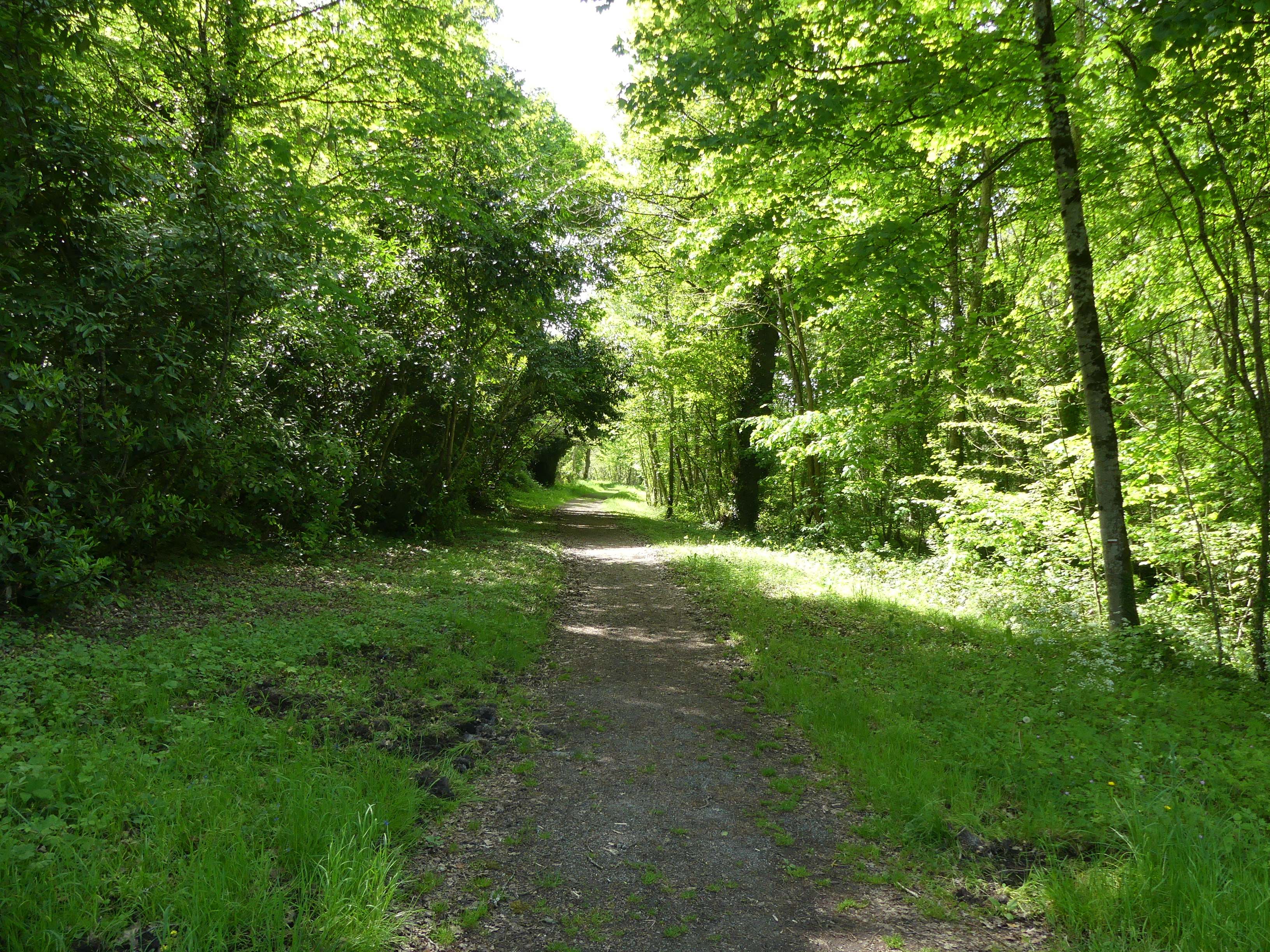
GR 36 et 646 à Antonne-et-Trigonant.
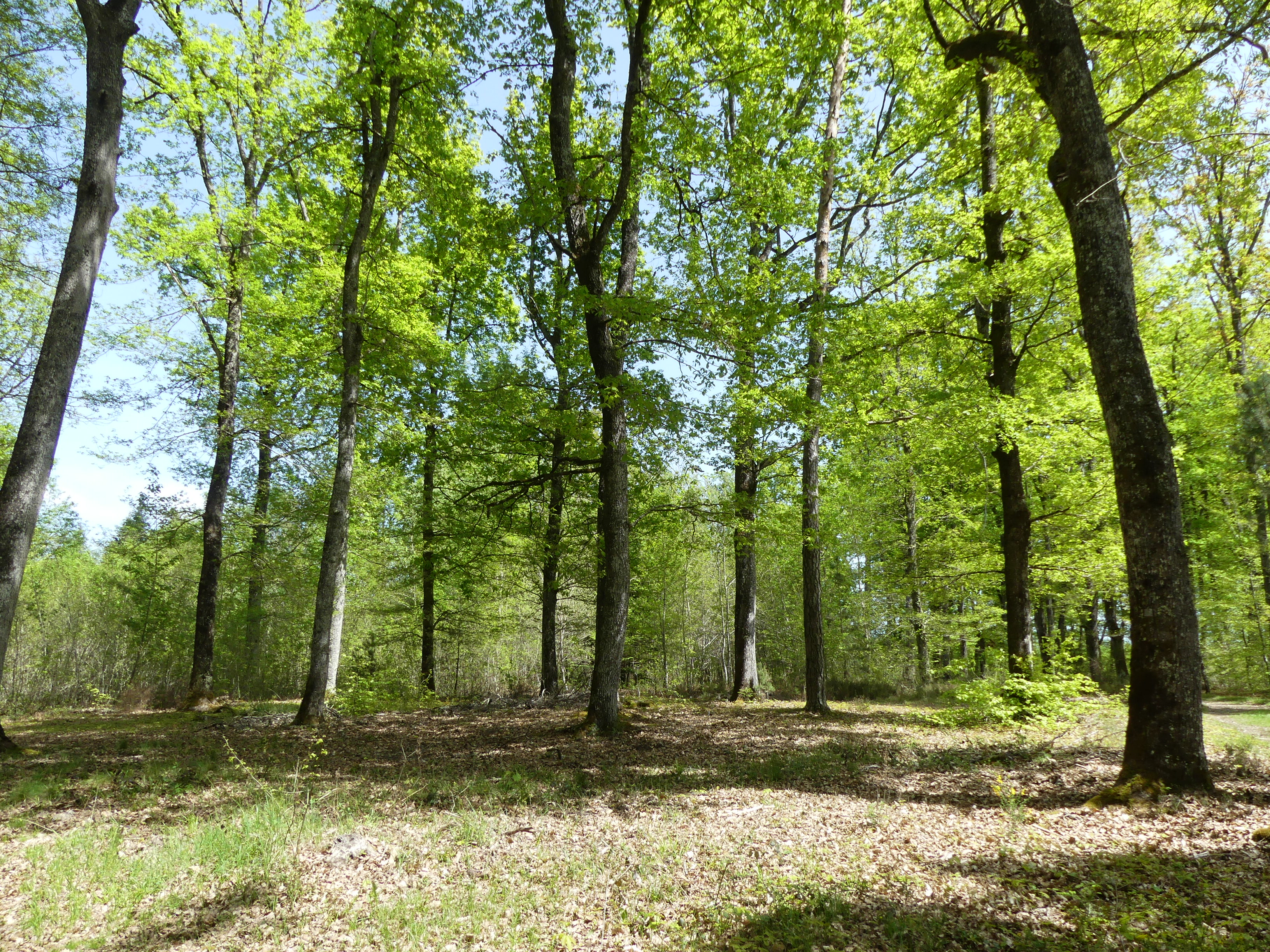
Idem.
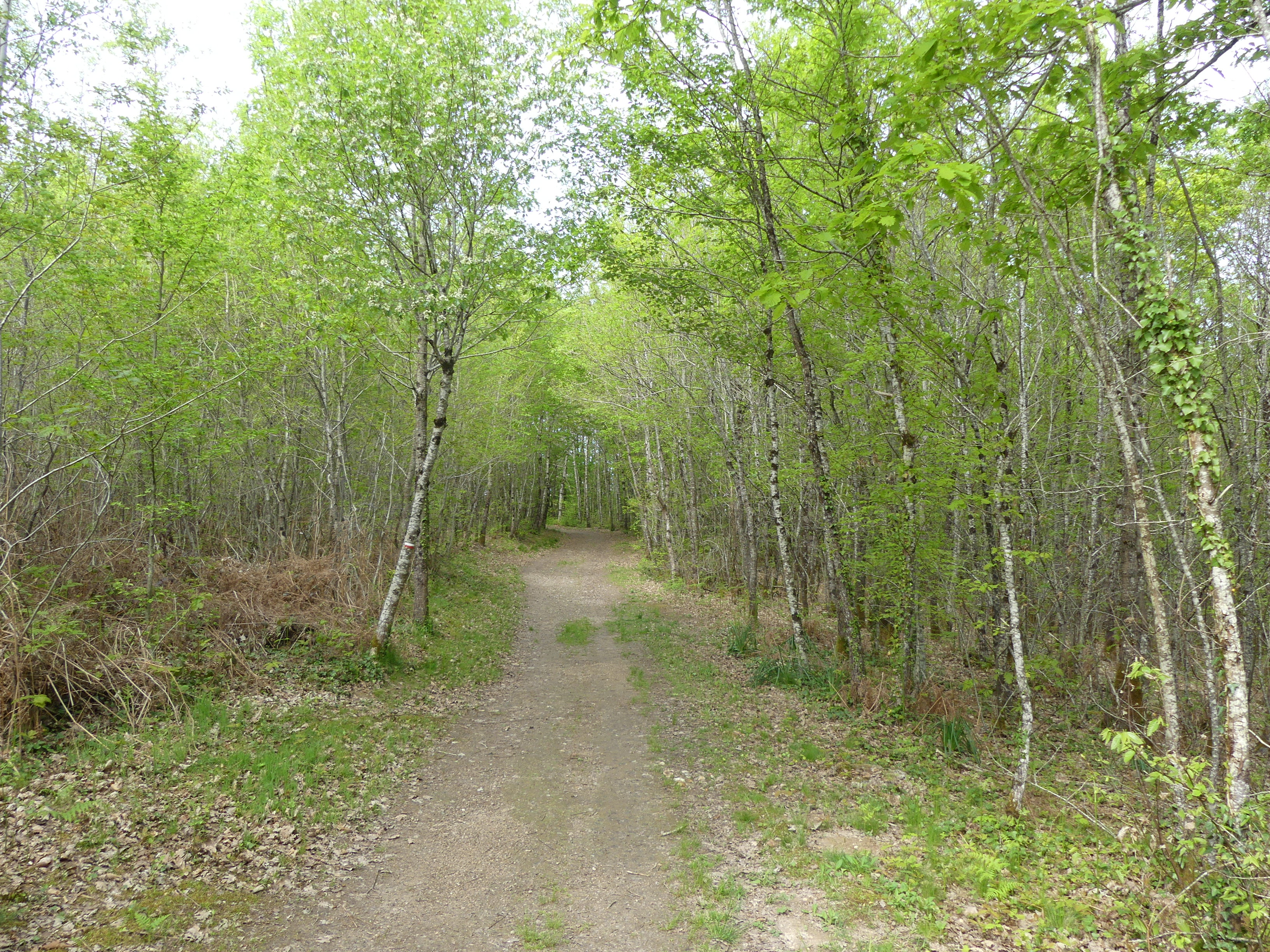
Idem.
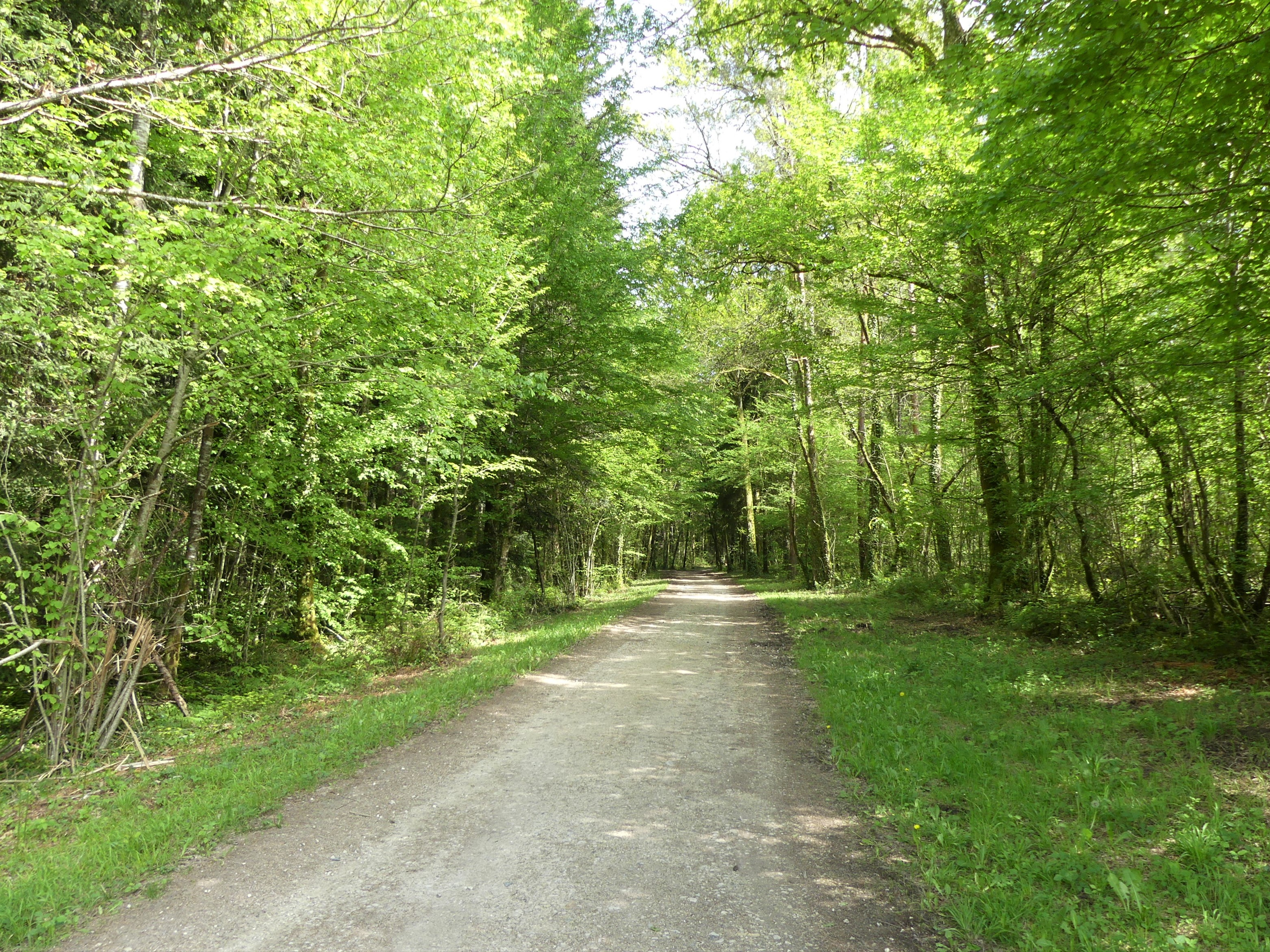
GR 654 à Trélissac.
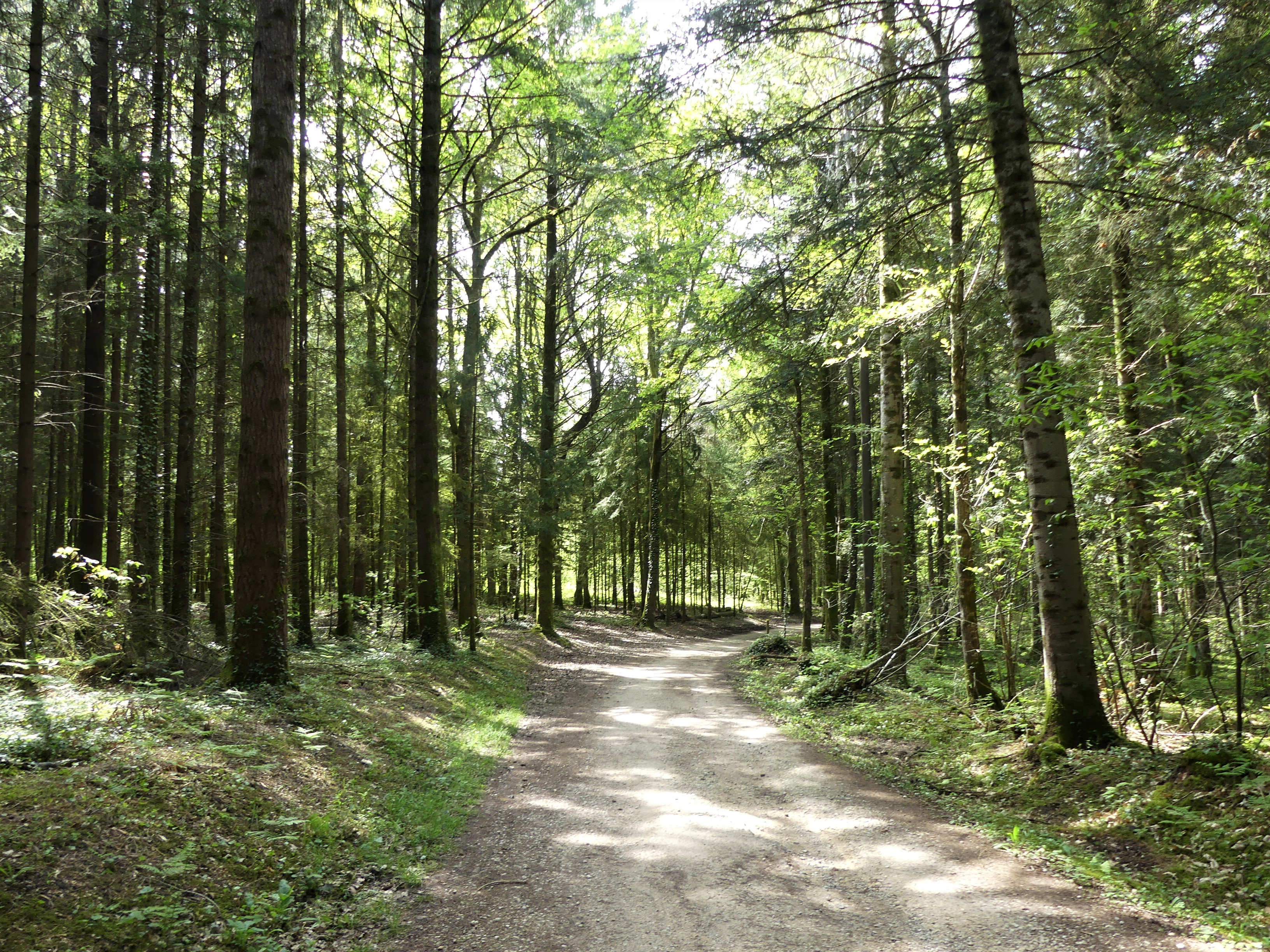
Idem.

## Description
Le site « forêt domaniale de Lanmary et alentours » est une zone naturelle d'intérêt écologique, faunistique et floristique (ZNIEFF) de type 2, c'est-à-dire qu'elle représente un ensemble naturel riche ou peu modifié, qui offre des potentialités biologiques importantes. Elle possède un rôle fonctionnel ainsi qu'une cohérence écologique et paysagère.
Au niveau géologique, le territoire de la ZNIEFF est composée de sols calcaires du Mésozoïque : principalement du Crétacé (couches C3 à C5, de couleurs vertes, sur la carte géologique) et un peu de Jurassique (couche J2, de couleur bleue, sur la carte, le long de la route départementale 69), ainsi que d'importantes zones de colluvions sur certaines pentes (C ou CF, de couleur jaune, sur la carte) dans un secteur fortement boisé « lié à l'abondance de placages argilo-sableux tertiaires » ; son intérêt majeur réside dans la présence de cinq espèces déterminantes de plantes et d'une variété importante (23 espèces) d'orchidées terrestres.
Des recensements y ont été effectués au niveau floristique.

## Habitats
Parmi les différentes types d'habitats de la ZNIEFF, cinq sont considérés comme déterminants : les chênaies acidiphiles, les chênaies thermophiles et supra-méditerranéennes, les falaises continentales et rochers exposés, les landes sèches et les pelouses méditerranéennes xériques.

## Flore
Cinq espèces déterminantes végétales y ont été répertoriées en 1984, 2003 et 2014 : la Céphalanthère blanche (Cephalanthera damasonium), l'Épipactis à petites feuilles (Epipactis microphylla), la Néottie nid d'oiseau (Neottia nidus-avis), l'Odontitès de Jaubert (Odontites jaubertiana (sv)) et l'Orchis singe (Orchis simia).
Trente-neuf autres espèces botaniques — non déterminantes — ont été recensées sur la ZNIEFF : 
- quatre champignons en 1984 : le Calocybe à chair jaune (Rugosomyces chrysenteron (sv)), le Gomphide glutineux (Gomphidius glutinosus), la Lépiote à spores ventrues (Lepiota ventriosospora (sv)) et la Lépiote cortinaire (Lepiota cortinarius (sv)) ;
- trente-quatre phanérogames entre 1964 et 2004 : l'Ajonc nain (Ulex minor), l'Asphodèle blanc (Asphodelus albus), la Bruyère à balais (Erica scoparia), la Bruyère ciliée (Erica ciliaris), la Céphalanthère à feuilles étroites (Cephalanthera longifolia), la Céphalanthère rouge (Cephalanthera rubra), le Charme commun (Carpinus betulus), le Châtaignier commun (Castanea sativa), le Chêne pédonculé (Quercus robur), le Chêne pubescent (Quercus pubescens), le Chêne sessile (Quercus petraea), le Chêne tauzin (Quercus pyrenaica), l'Épipactis de Müller (Epipactis muelleri), le Hêtre commun (Fagus sylvatica), l'Homme-pendu (Orchis anthropophora), le Lierre grimpant (Hedera helix), le Limodore à feuilles avortées (Limodorum abortivum), la Listère à feuilles ovales (Neottia ovata), l'Ophrys abeille (Ophrys apifera), l'Ophrys bécasse (Ophrys scolopax), l'Ophrys mouche (Ophrys insectifera), l'Orchis bouc (Himantoglossum hircinum), l'Orchis bouffon (Anacamptis morio), l'Orchis brûlé (Neotinea ustulata), l'Orchis guerrier (Orchis militaris), l'Orchis mâle (Orchis mascula), l'Orchis moucheron (Gymnadenia conopsea), l'Orchis pourpre (Orchis purpurea), l'Orchis pyramidal (Anacamptis pyramidalis), l'Orchis verdâtre (Platanthera chlorantha), le Pin maritime (Pinus pinaster), le Pin noir] (Pinus nigra), le Pin sylvestre (Pinus sylvestris) et la Platanthère à deux feuilles (Platanthera bifolia) ;
- une ptéridophyte en 1984, le Polystic à aiguillons (Polystichum aculeatum).

L'Odontitès de Jaubert est protégé sur l'ensemble du territoire français métropolitain.

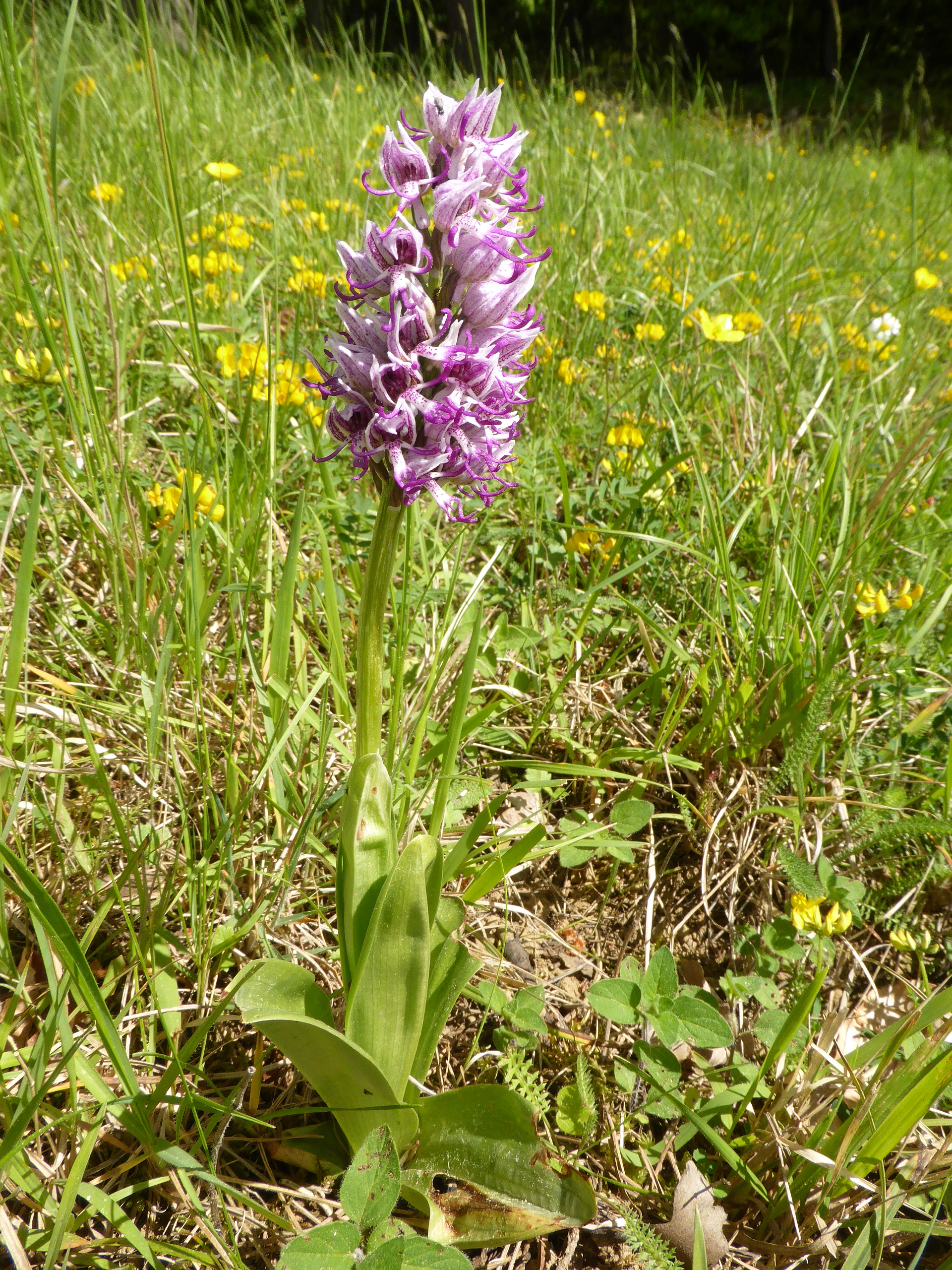
Orchis singe.
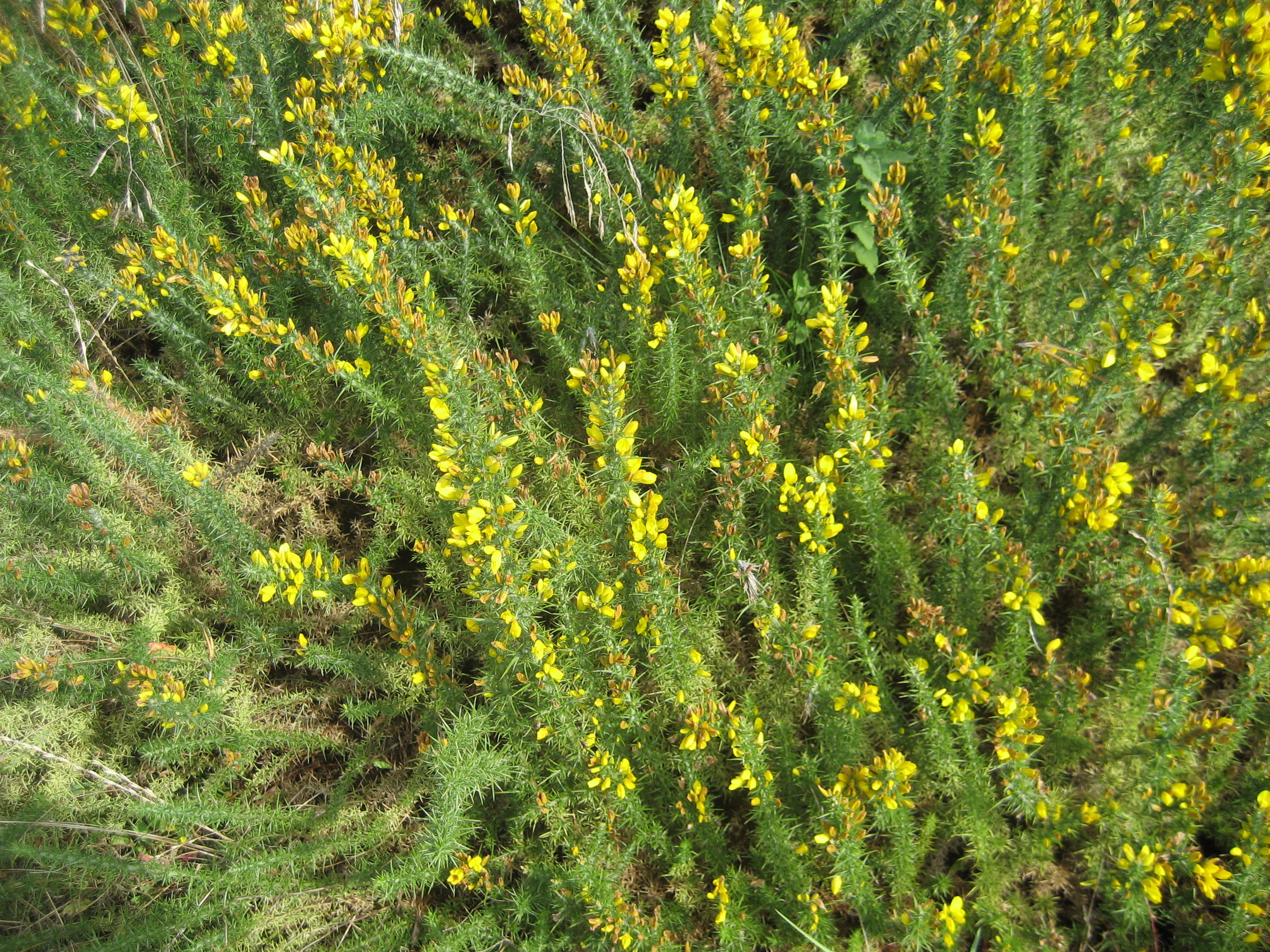
Ajoncs nains.
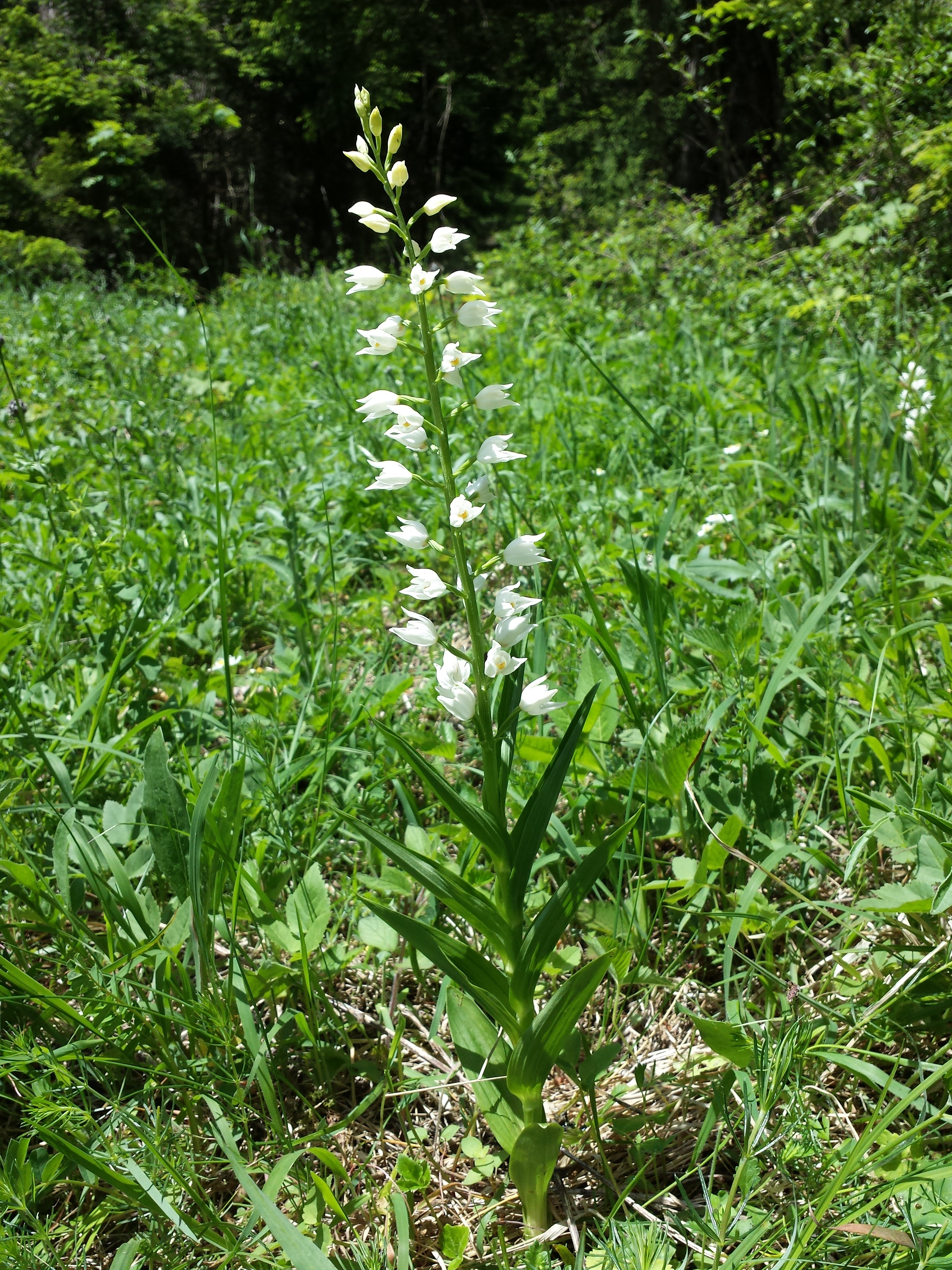
Céphalanthère à feuilles étroites.
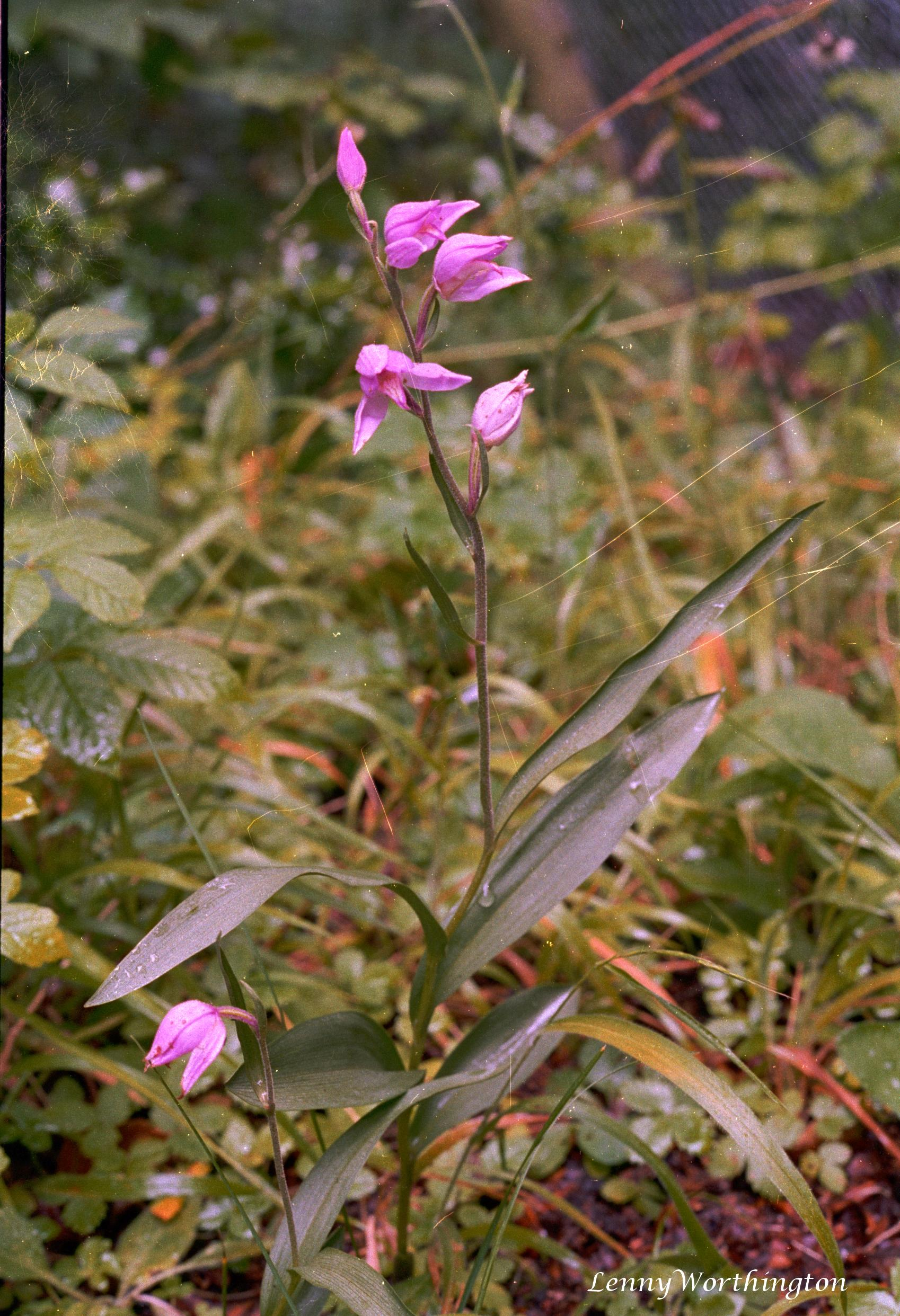
Céphalanthère rouge.
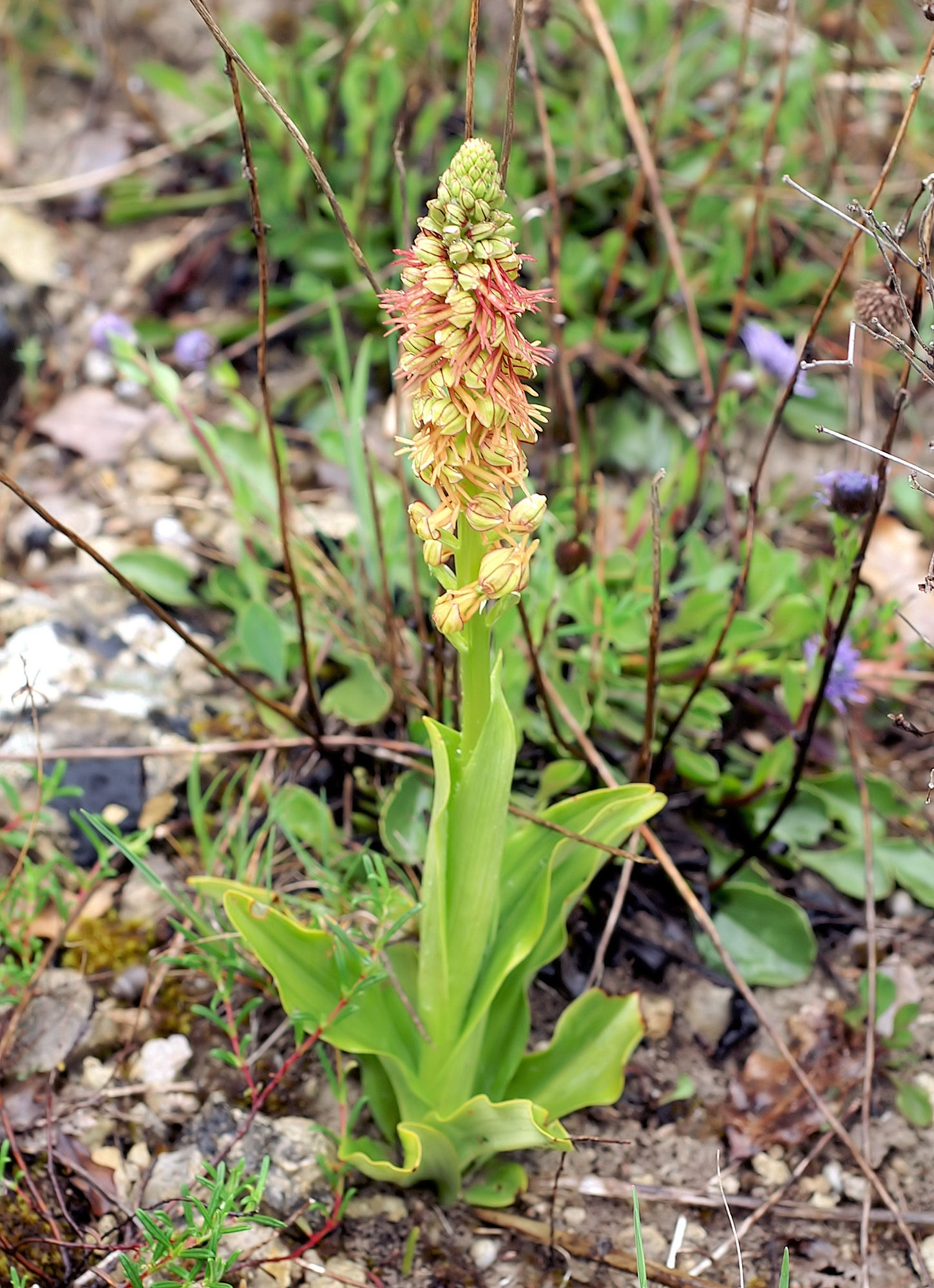
Homme-pendu.
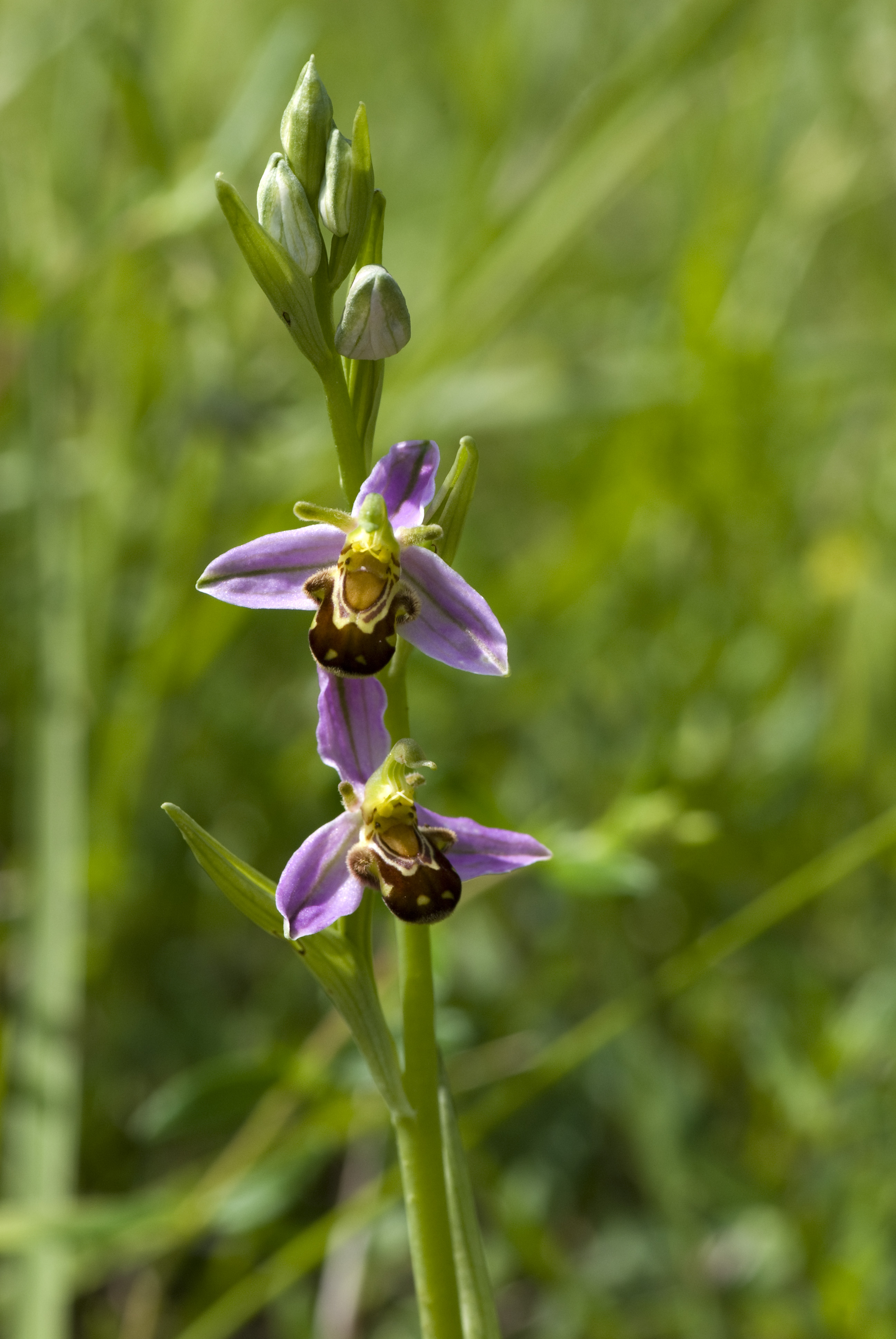
Fleurs d’Ophrys abeille.
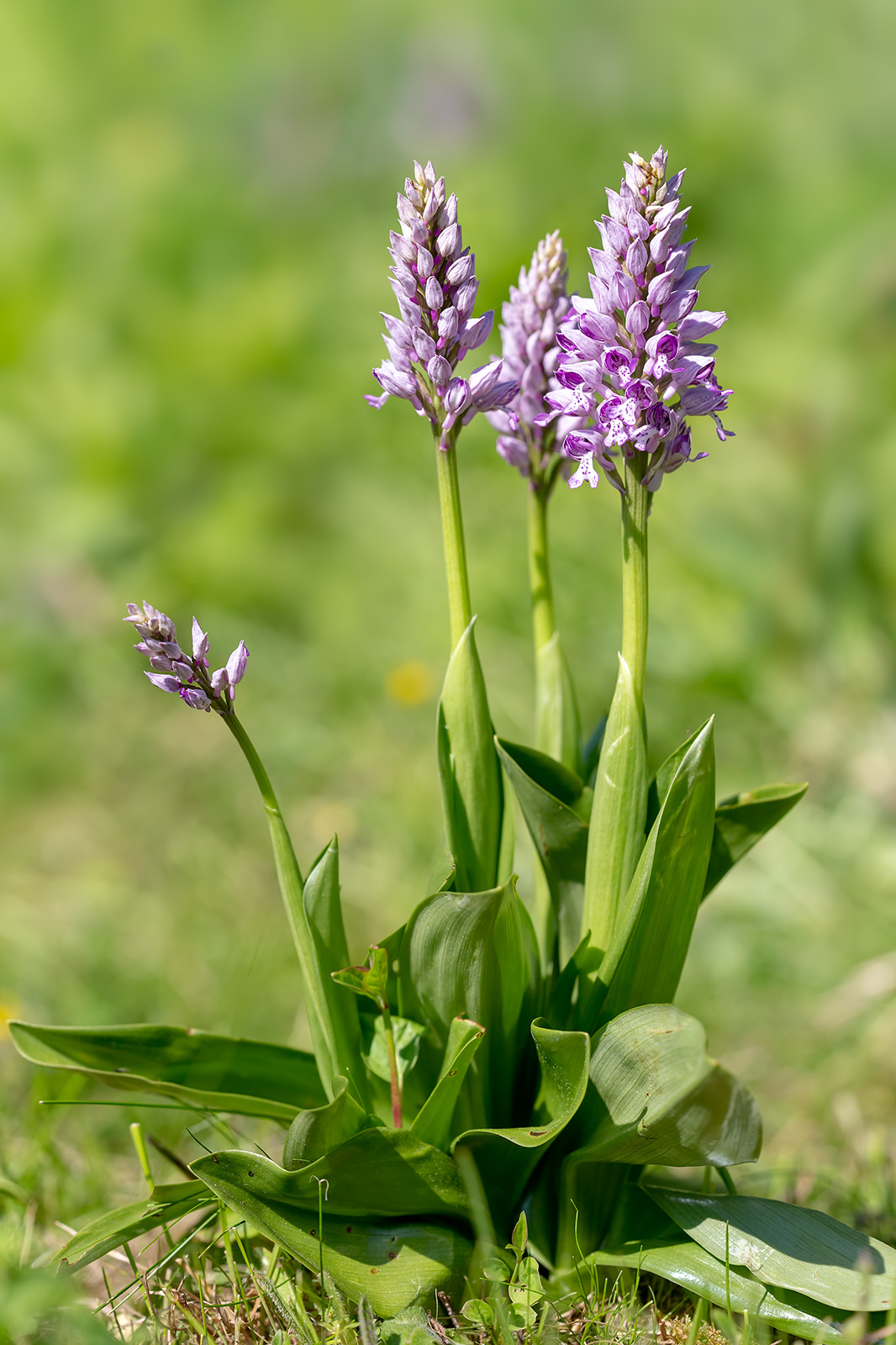
Orchis guerrier.
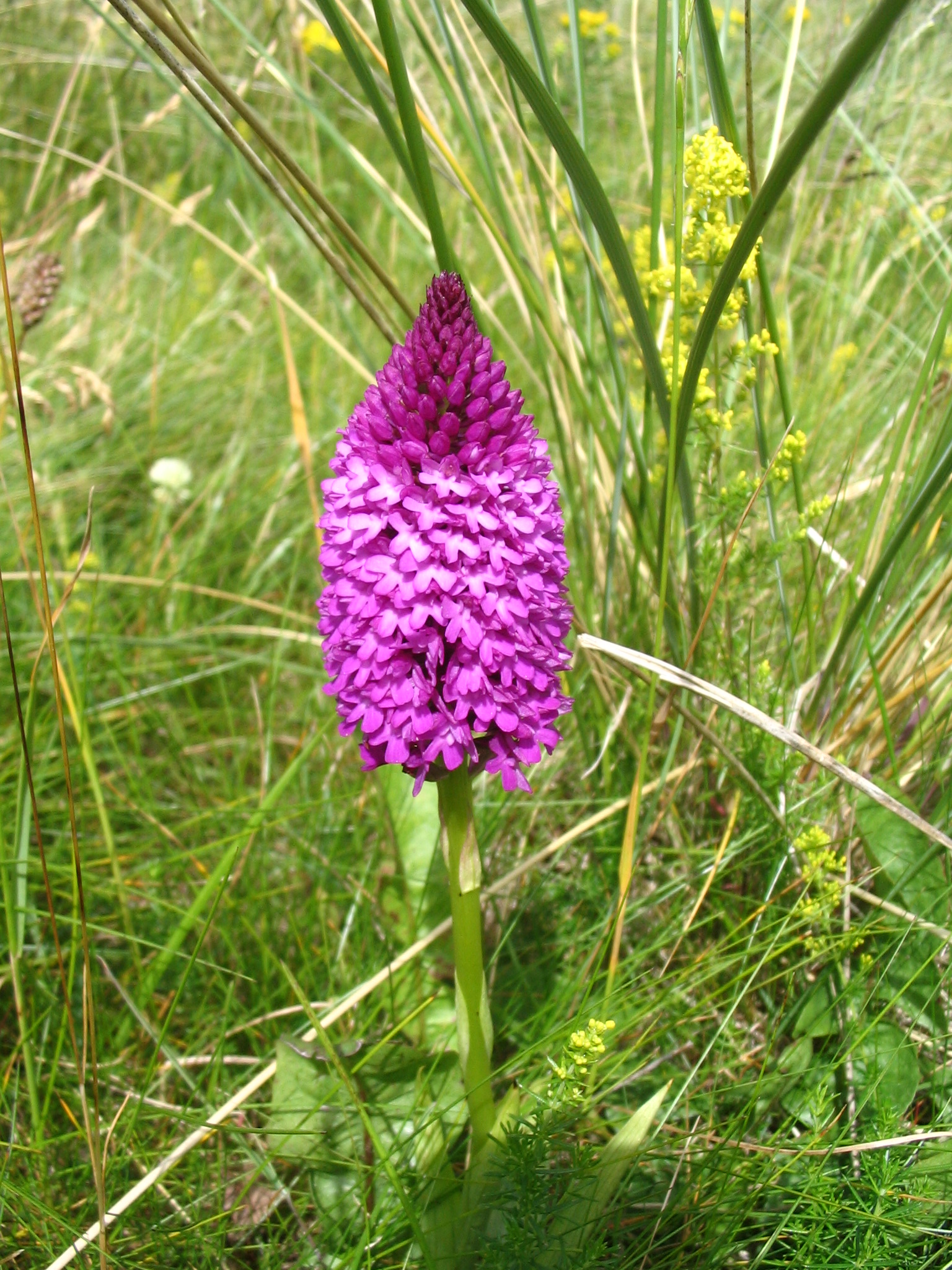
Orchis pyramidal.

## Faune
Deux espèces d'oiseaux y ont également été identifiées en 2003 : l'Épervier d'Europe (Accipiter nisus) et la Sittelle torchepot (Sitta europaea).
Ces deux espèces sont protégées sur l'ensemble du territoire français .

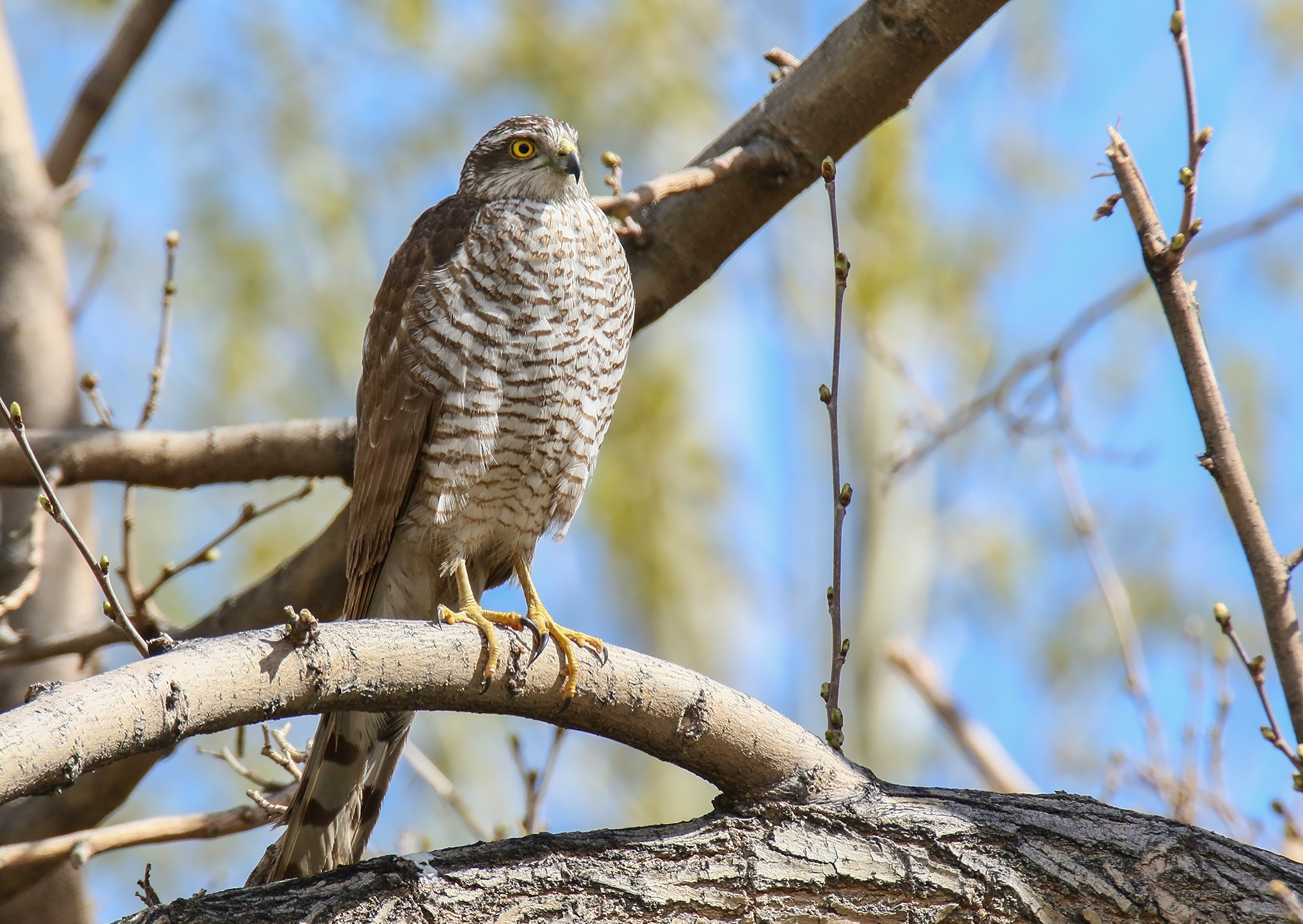
Épervier d'Europe.
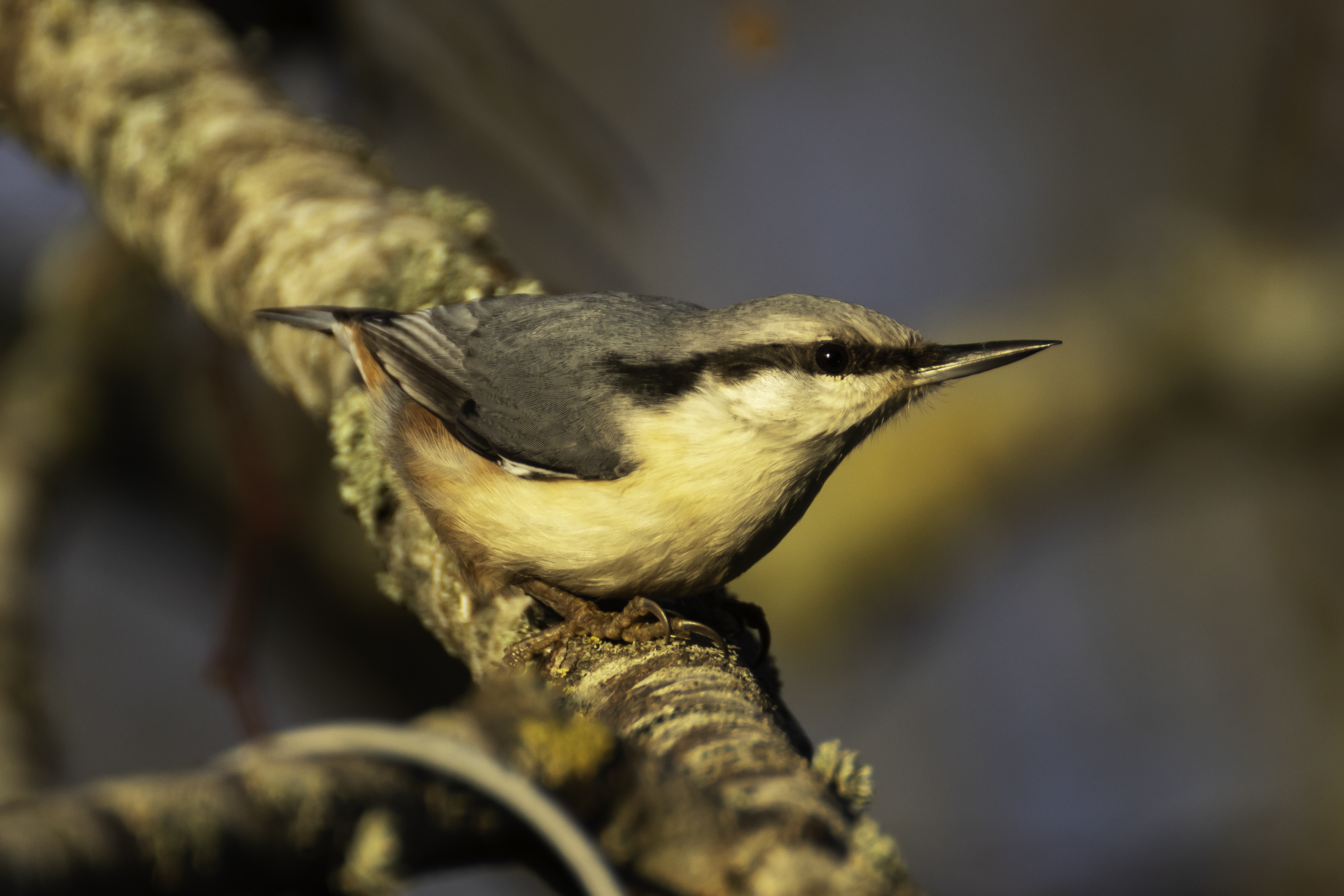
Sittelle torchepot.

## Tourisme
Trois sentiers de grande randonnée traversent la ZNIEFF : un tronçon commun aux GR 36 et au GR 646 croise le GR 654, les trois formant ensuite un tronçon commun.
Deux châteaux y sont situés : Caussade du XVe siècle et Lanmary du XIXe siècle, ce dernier hébergeant un centre hospitalier pour soins de suite et de réadaptation (SSR), ainsi qu'un établissement d'hébergement pour personnes âgées dépendantes (EHPAD).
Trois autres châteaux sont très proches des limites de la ZNIEFF : Trigonant du XVe siècle à moins de cent mètres au sud, Lauterie des XVe et XVIIe siècles, à environ 200 mètres à l'ouest et les Bories du XVe siècle, à environ 400 mètres au sud-est (le seul visitable).

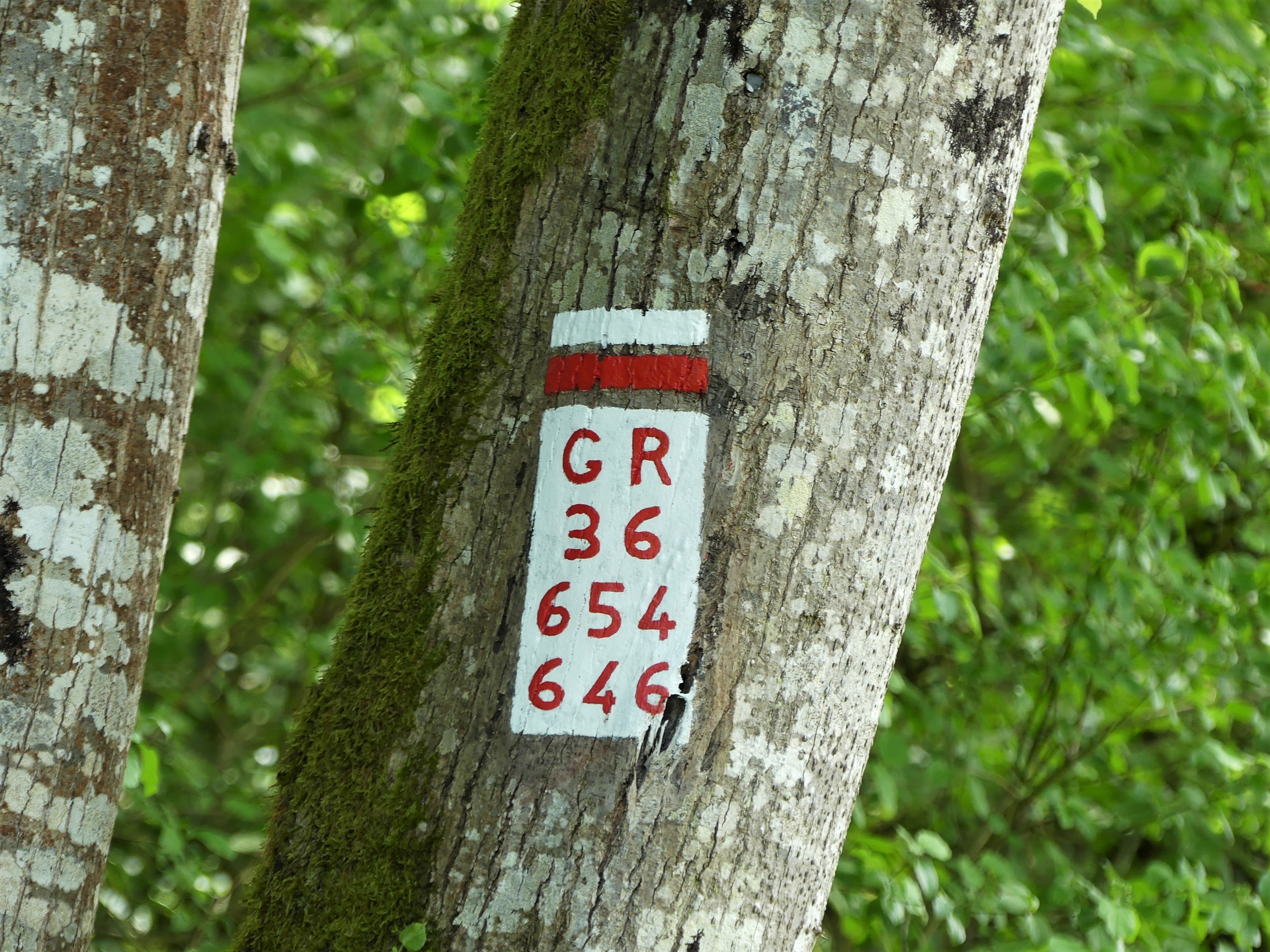
Balisage du tronçon commun aux trois sentiers de grande randonnée.
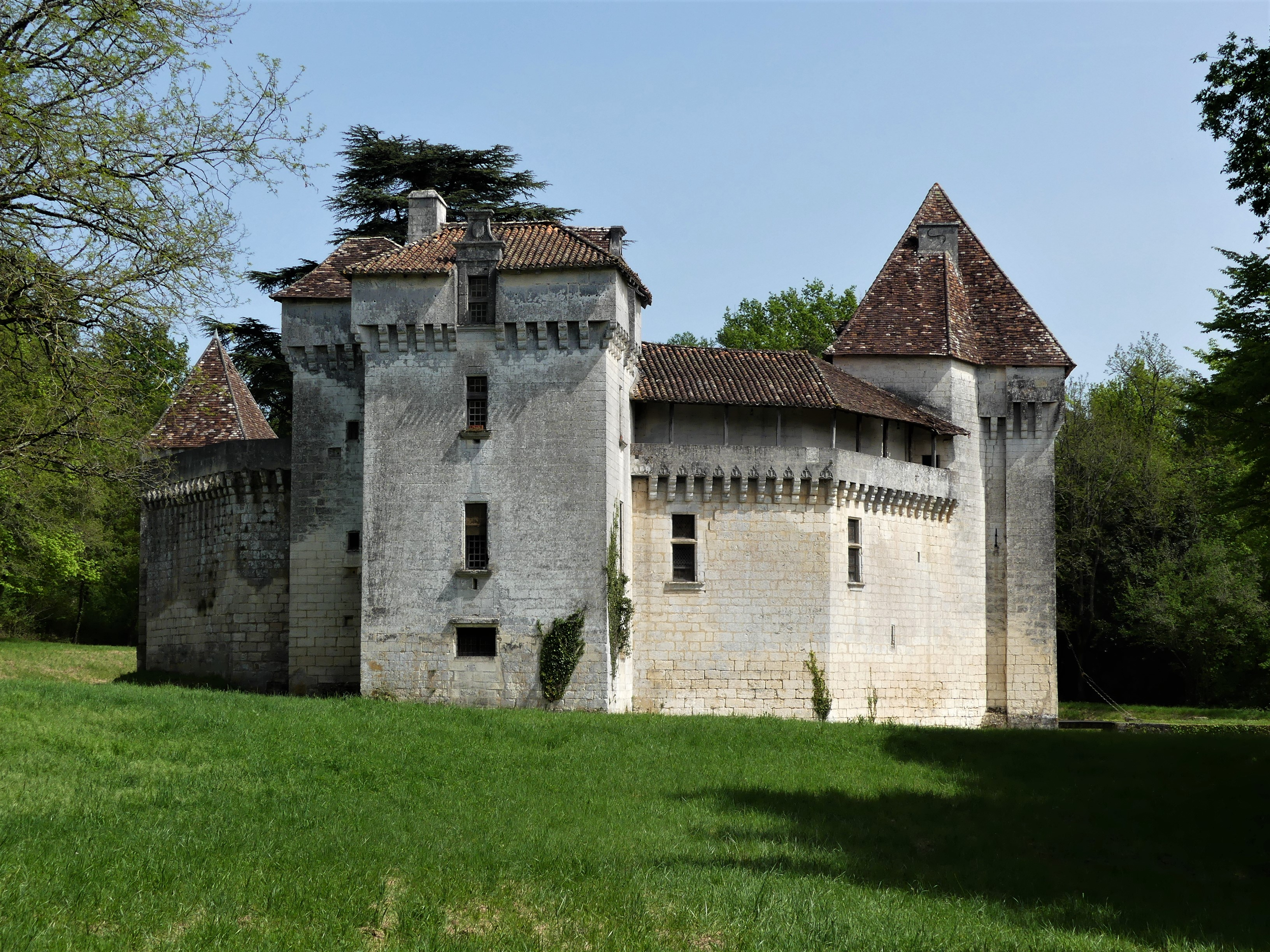
Le château de Caussade.
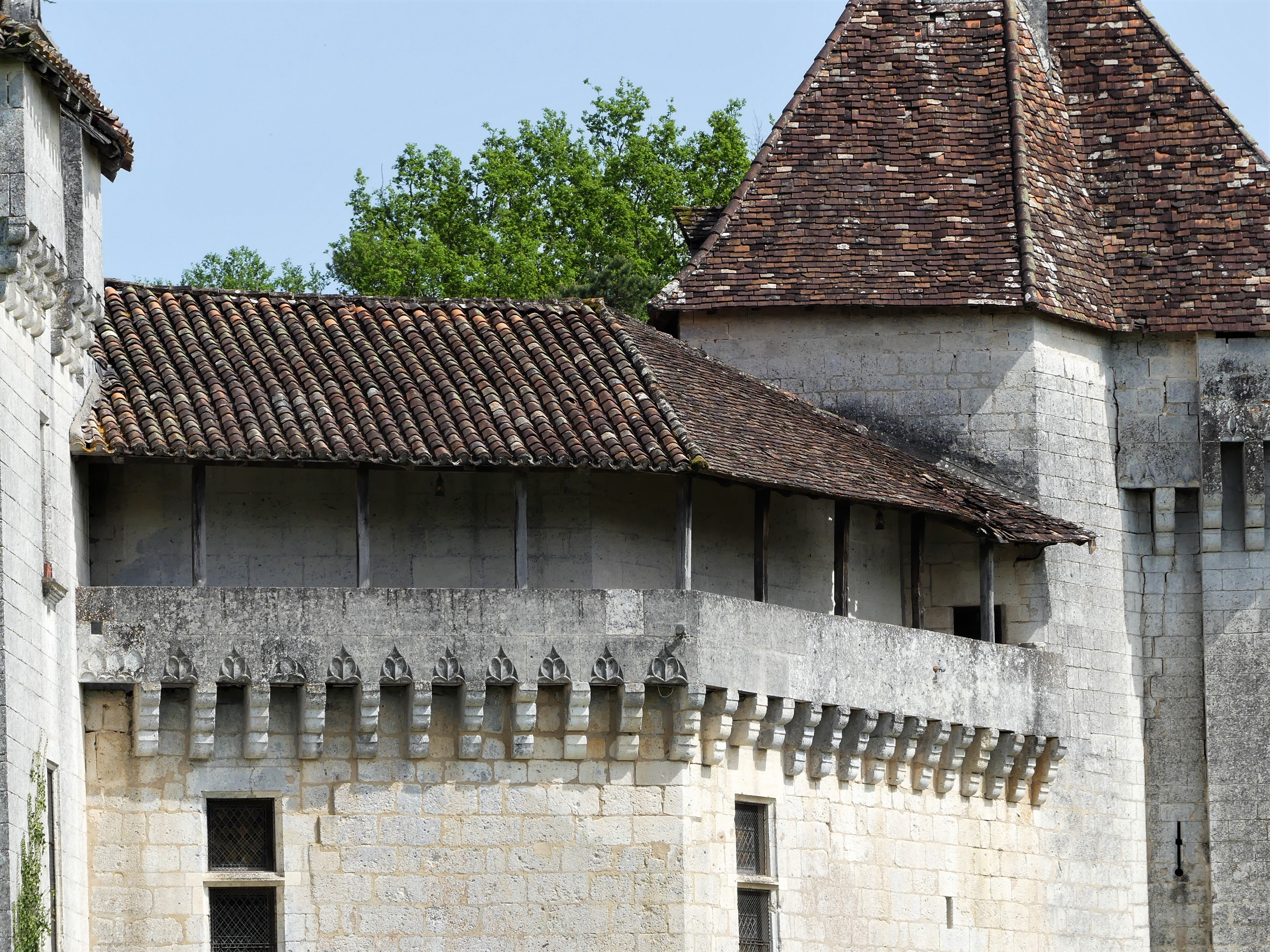
Son chemin de ronde.
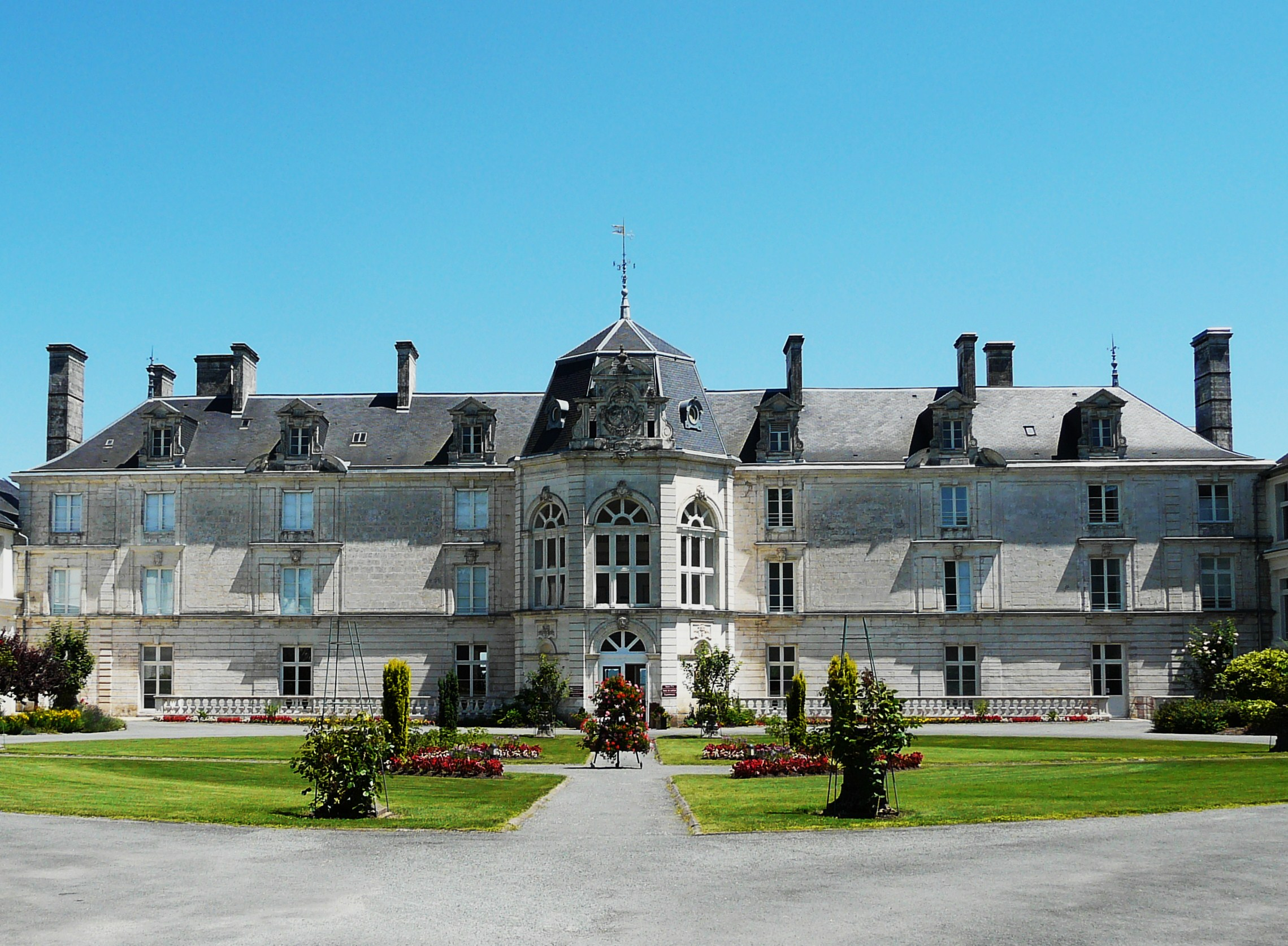
Le château de Lanmary.
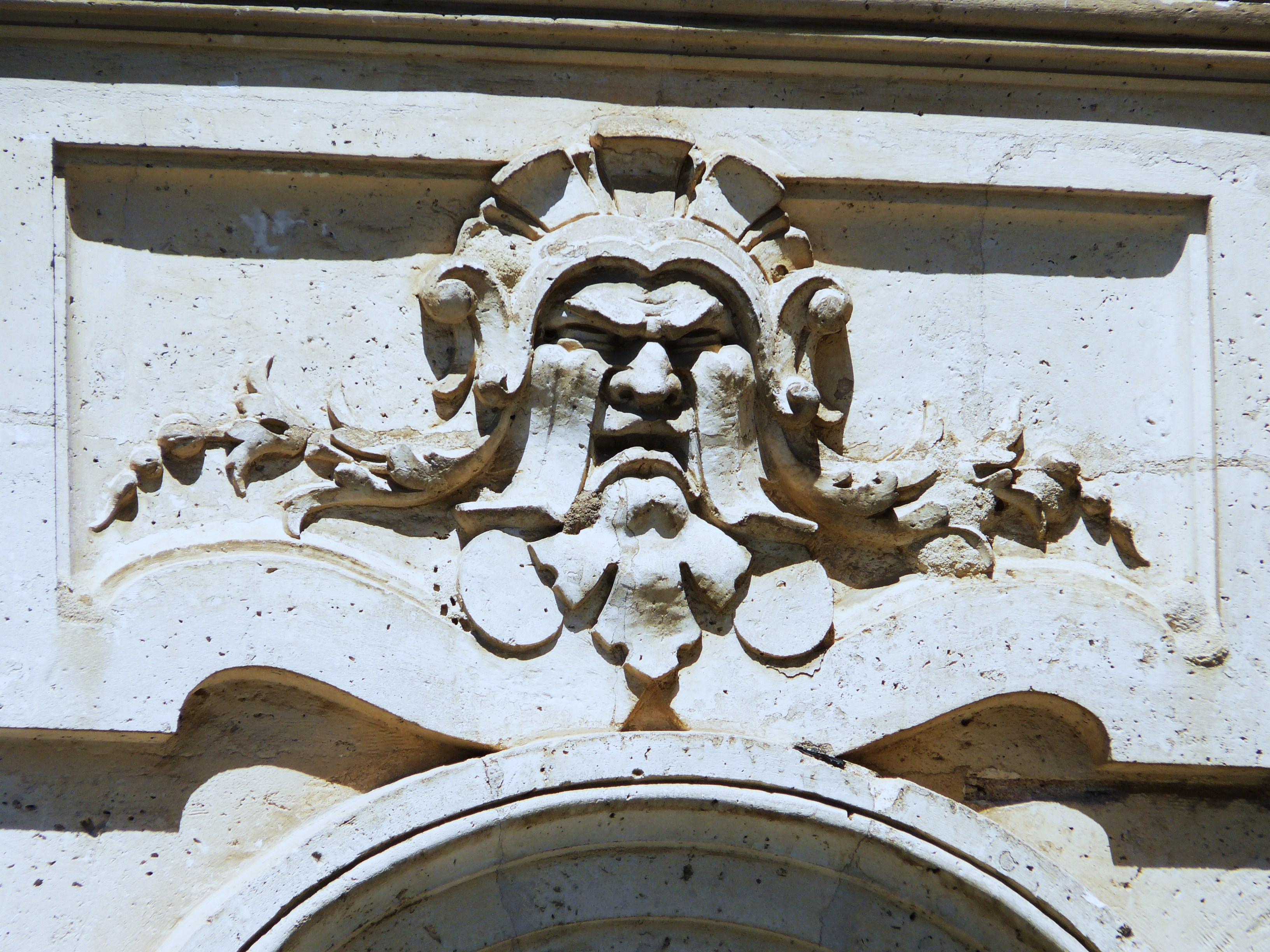
Mascaron de sa façade.